# Mikael Löfgren
Mikael Löfgren (n. 2 septembrie 1969, Comuna Sunne, Comitatul Värmland, Suedia) este un biatlonist ce a reprezentat Suedia, medaliat olimpic. A participat la 4 ediții ale Jocurilor Olimpice (1988, 1992, 1994, 1998) în care a câștigat două medalii de bronz.